# Мельчевка (река)
Мельчевка —  река в Дмитровском районе Московской области России. Правый приток Яхромы. 
Сейчас представляет собой сеть мелиоративных канав и прудов, оставшихся после торфодобычи в первой половине XX века. 
Берёт своё начало из болот южнее деревни Надмошье. В речку впадает справа 2 ручья.
Сначала впадает ручей, протекающий севернее деревни Насадкино. Далее в речку впадает справа ручей, протекающий между деревнями Банино и Тимофеево. Мельчевка впадает в Яхрому восточнее деревни Давыдково.

## Данные водного реестра
По данным государственного водного реестра России относится к Верхневолжскому бассейновому округу, водохозяйственный участок реки — Волга от Иваньковского гидроузла до Угличского водохранилища, речной подбассейн реки — до Рыбинского водохранилища. Речной бассейн реки — до Куйбышевского водохранилища.
Код объекта в государственном водном реестре — 08010100812199000000640.

## Флора и фауна
В прудах (бывших карьерах), соединённых речкой, ловятся: серебряный карась, плотва, щука и окунь.
На мельчевских болотах, прудах гнездятся: дроздовидная камышовка, выпи, ремез, крачки, озёрная чайка и др.